# Sibylla von Sachsen-Coburg und Gotha

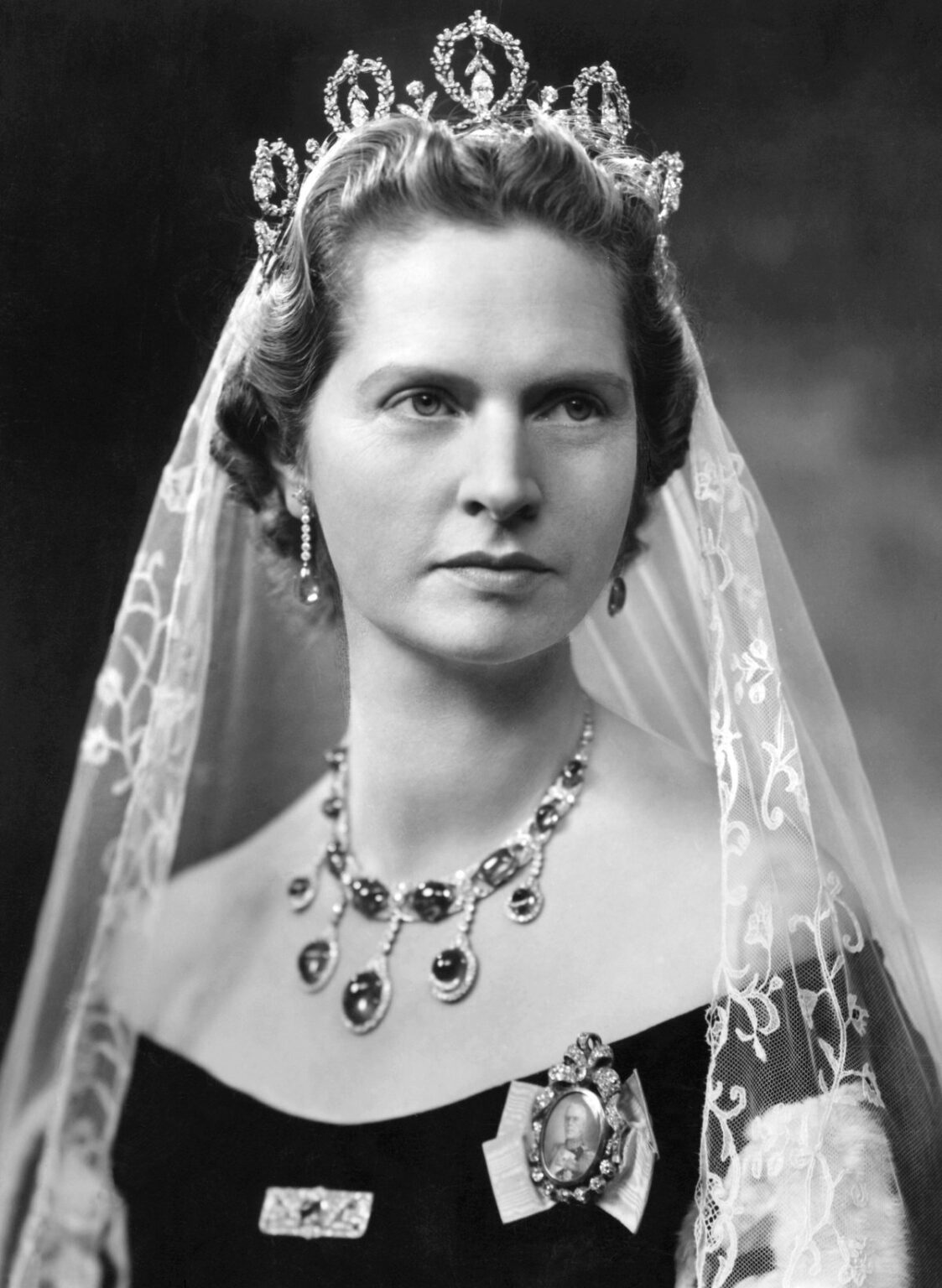
Prinzessin Sibylla von Sachsen-Coburg und Gotha (1947)

Prinzessin Sibylla Calma Maria Alice Bathildis Feodora von Sachsen-Coburg und Gotha (* 18. Januar 1908 auf Schloss Friedenstein in Gotha; † 28. November 1972 in Stockholm) entstammte dem deutschen Adelshaus Sachsen-Coburg und Gotha und war durch Heirat Erbprinzessin von Schweden. Sie ist die Mutter des amtierenden schwedischen Königs Carl XVI. Gustaf.

## Leben

### Herkunft, Jugend und Heirat

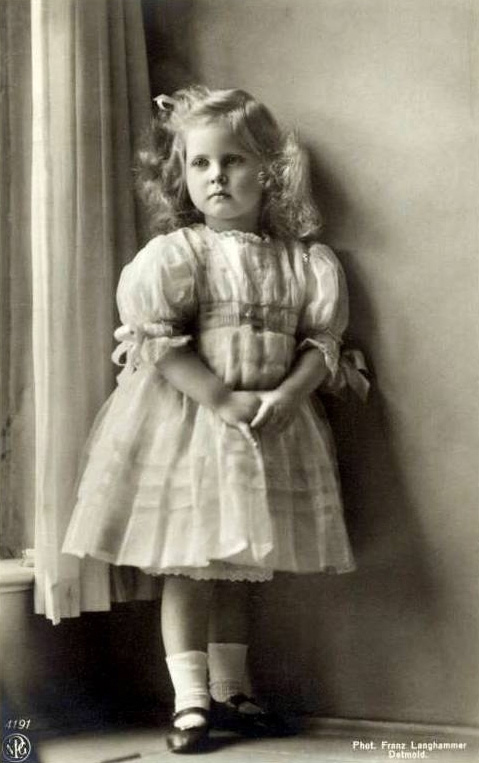
Prinzessin Sibylla im Alter von sechs Jahren (1914)

Prinzessin Sibylla war die älteste Tochter des letzten regierenden Herzogs von Sachsen-Coburg und Gotha, Carl Eduard und seiner Frau Viktoria Adelheid von Schleswig-Holstein-Sonderburg-Glücksburg. Sie wuchs mit ihren Geschwistern Johann Leopold, Hubertus, Caroline-Mathilde und Friedrich Josias in Coburg auf und erhielt, wie in der damaligen Zeit in adligen Kreisen üblich, eine Erziehung durch Hauslehrer und Gouvernanten. Später besuchte sie das Gymnasium Alexandrinum in Coburg und im Anschluss die Kunstgewerbeschule in Weimar.

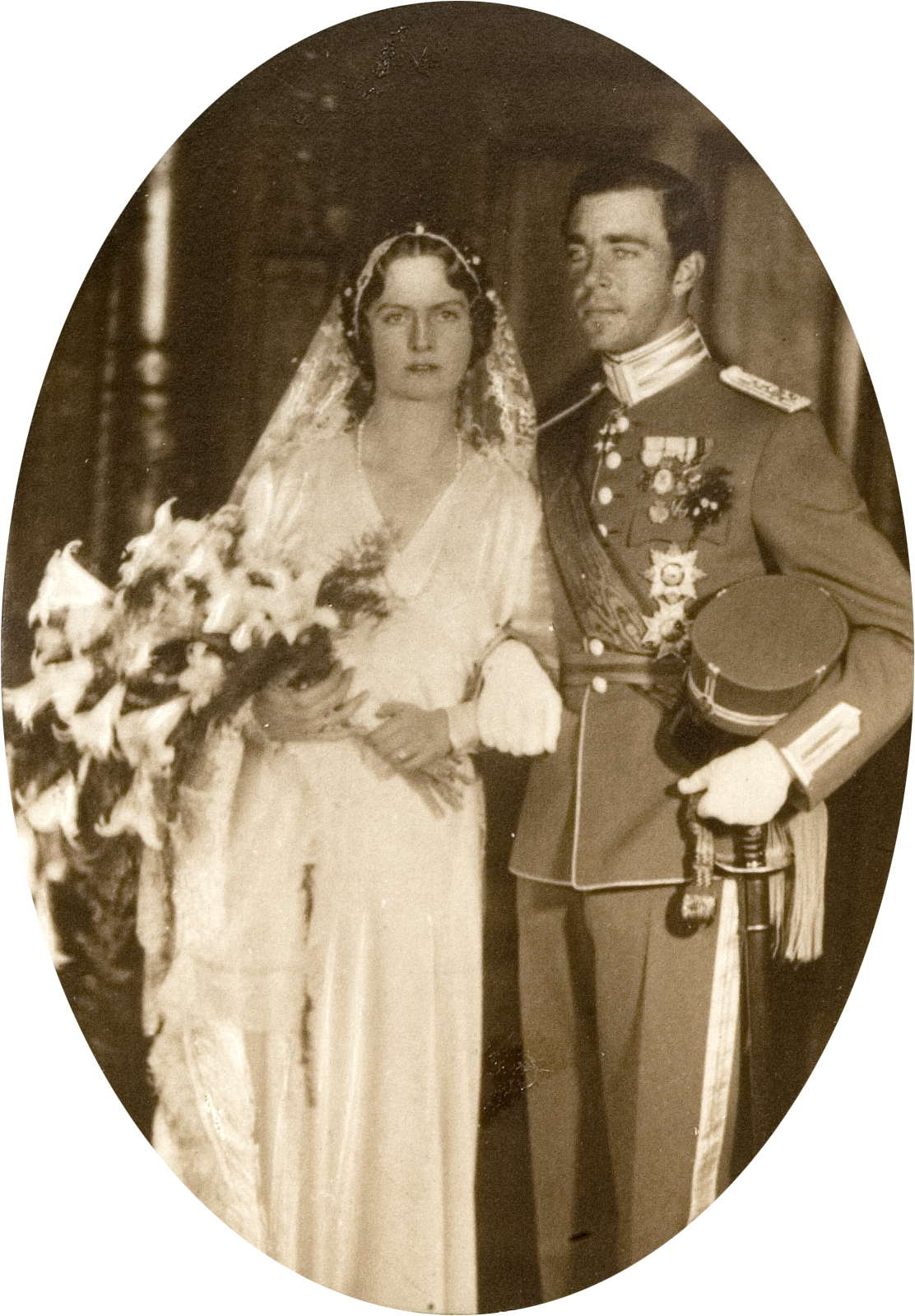
Das Brautpaar am Tag der Hochzeit, 19. Oktober 1932

Im Jahr 1931 war sie als eine der Brautjungfern bei der Hochzeit von Lady May Abel Smith und Henry Abel Smith tätig. Prinzessin Ingrid von Schweden, die Schwester ihres zukünftigen Ehemannes, war ebenfalls Brautjungfer und stellte Sibylla bei dieser Gelegenheit ihrem Bruder Gustav Adolf vor, der seine Schwester begleitet hatte.
Am 15. Juni 1932 verlobte sie sich auf Schloss Callenberg, im Roten Salon, mit dem schwedischen Erbprinzen Gustav Adolf von Bernadotte, dem ältesten Sohn des damaligen Kronprinzen Gustav (VI.) Adolf. Die Hochzeit in Coburg folgte im Oktober desselben Jahres – bekannt als „Schwedenjahr“, das mit dem Jubiläum des 300. Todestages des großen Schwedenkönigs Gustav II. Adolf zum schwedischen Doppelereignis wurde. Standesamtlich wurde am 19. Oktober im Hornzimmer der Veste Coburg geheiratet, Standesbeamter war der Erste Bürgermeister und nationalsozialistische Politiker Franz Schwede. Im Beisein von über sechzig Ehrengästen des europäischen Hochadels folgte am nächsten Tag in St. Moriz die kirchliche Trauung. Der Großvater des Bräutigams, König Gustav V., war aus Protest gegen die Nähe des Herzogshauses zu der in Coburg herrschenden NSDAP nicht anwesend.
Sibyllas Vater und Gustav Adolfs Mutter waren beide Enkel von Queen Victoria und Prinz Albert. Sibylla wurde mit der Hochzeit Herzogin von Västerbotten, Prinzessin von Schweden. Da ihr Mann jedoch noch vor seinem Vater und seinem Großvater starb, wurde sie weder Königin noch Kronprinzessin.

### Leben in Schweden

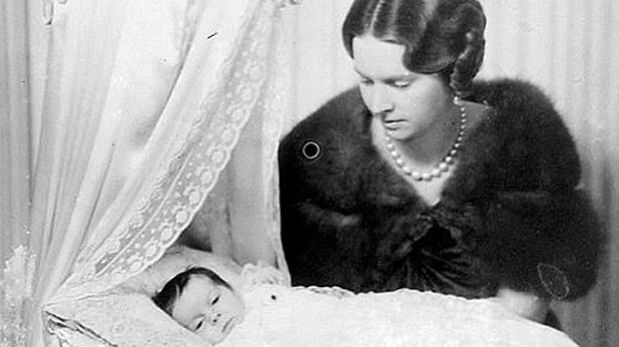
Prinzessin Sibylla mit ihrer neugeborenen Tochter Margaretha, 1934

Das Paar verbrachte seine Flitterwochen in Italien und  kehrte am 25. November 1932 nach Stockholm zurück. Die Prinzessin nahm sogleich nach ihrer Ankunft ihre ersten königlichen Pflichten wahr, als sie gemeinsam mit ihrer Schwägerin Ingrid der Siegerin eines Fechtturniers den Preis überreichte. Sibylla und Gustav Adolf bezogen das Schloss Haga in der Gemeinde Solna. Außerdem besaßen sie zwei Häuser in Ingarö und Storlien. Sibylla hatte eine große Liebe zum Sport, die sie mit ihrem Mann teilte. Sie unternahm gerne Aktivitäten in der Natur und war zudem auch eine Unterstützerin der schwedischen Girl Guides Bewegung.

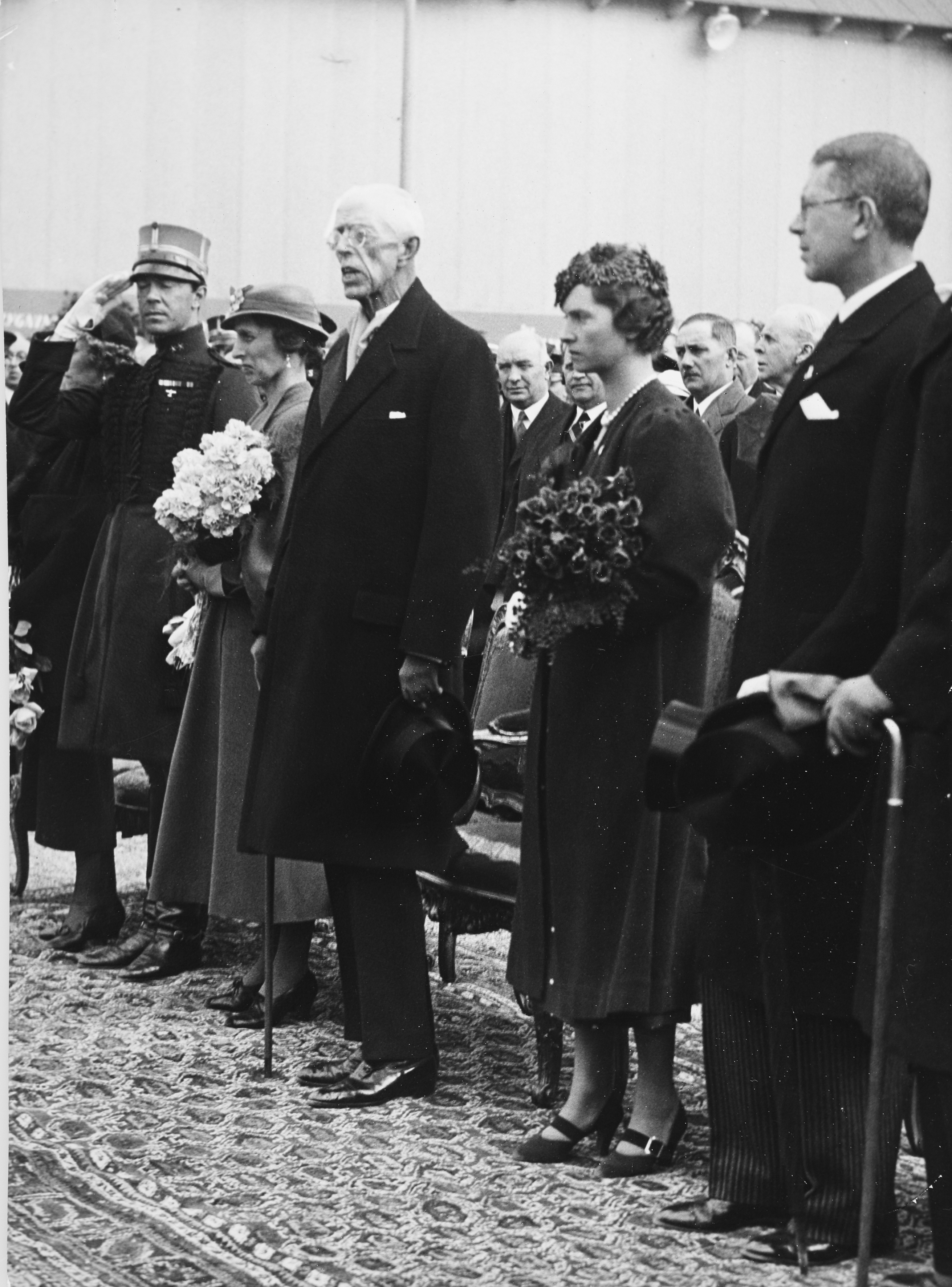
Die königliche Familie in den 1930er Jahren. Von links nach rechts: Erbprinz Gustav Adolf, Kronprinzessin Louise, König Gustav V., Prinzessin Sibylla und Kronprinz Gustaf Adolf

Zwei Jahre nach der Hochzeit wurde die erste Tochter Margaretha geboren, die nach Gustav Adolfs 1920 verstorbener Mutter Margaret of Connaught benannt wurde. Nach ihr folgten die Töchter Birgitta, Désirée, Christina und schließlich 1946 der einzige Sohn Carl Gustaf. Die Kinder wuchsen auf Schloss Haga auf. Sie waren als Haga-Prinzessinnen bekannt und erhielten starke Beachtung durch die damaligen Medien. Doch weder sie noch ihr Ehemann Prinz Gustav Adolf bekamen ein gutes Verhältnis zu Presse und Öffentlichkeit.
Prinzessin Sibylla wurde in Schweden nie heimisch. Trotz aller Aufforderungen lernte sie nicht fließend Schwedisch zu sprechen und unterhielt sich mit ihren Kindern auf Deutsch. Sie litt unter dem Misstrauen, das ihr in ihrer neuen Heimat Schweden entgegengebracht wurde. Bedingt durch die Verbrechen der Deutschen im Zweiten Weltkrieg und die Funktionen, die ihr Vater Carl Eduard bei der NSDAP und SA ausgeübt hatte, wurde sie auch Ziel von Deutschenhass.

### Witwenschaft
Prinz Gustav Adolf kam 1947 bei einem Flugzeugunglück in Dänemark ums Leben. Durch seinen Tod wurde sie Witwe mit fünf Kindern im Alter von neun Monaten bis zwölf Jahren. War sie zuvor offenherzig und lebhaft, wurde sie nach diesem Ereignis immer zurückhaltender und reservierter. Sibyllas Sohn Carl Gustaf rückte im Alter von noch nicht einem Jahr auf die zweite Stelle der Thronfolge nach seinem Großvater und wurde nach dem Tod des Urgroßvaters mit vier Jahren Kronprinz.

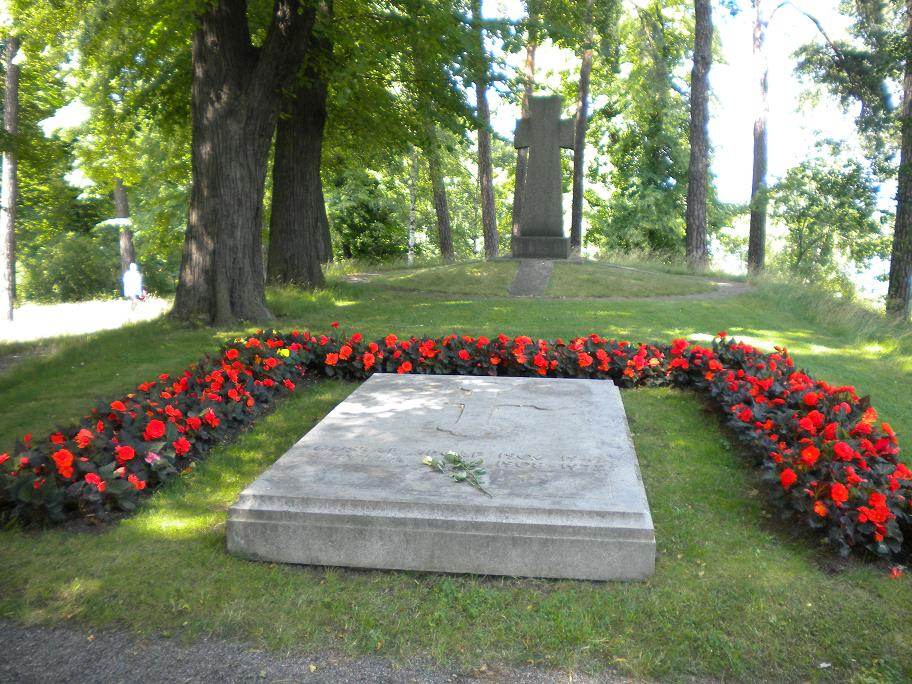
Sibyllas und Gustav Adolfs Grab im Hagapark

1950 zog sie von Haga in das Stockholmer Schloss. Die Sommermonate verbrachte sie auf Schloss Solliden. Während dieser Zeit entdeckte die naturverbundene Sibylla ihr Interesse an Umweltthemen. Die Prinzessin war dem König eine starke Stütze und versuchte Diskrepanzen zu überbrücken. Nach dem Tod von Königin Louise im Jahre 1965 gelang es Prinzessin Sibylla dann doch noch, als neue schwedische First Lady bei der Bevölkerung eine gewisse Beliebtheit zu erreichen. Sie führte einige angefangene Aufgaben fort, wie die „ladies democratic lunches“ für Karrierefrauen, die 1962 von Königin Louise als Ersatz für die Hofdarstellung ins Leben gerufen worden waren.
Sibylla erlebte die Thronbesteigung ihres Sohnes nicht mehr. Ihren letzten öffentlichen Auftritt hatte sie am 90. Geburtstag ihres Schwiegervaters Gustav VI. Adolf. Sibylla starb am 28. November 1972 im Alter von 64 Jahren an Darmkrebs. Gemäß ihrem Wunsch wurden ihre sterblichen Überreste eingeäschert und auf dem königlichen Friedhof im Hagapark neben ihrem Mann beigesetzt.

## Nachkommen
Gustav Adolf und Sibylla hatten fünf Kinder:

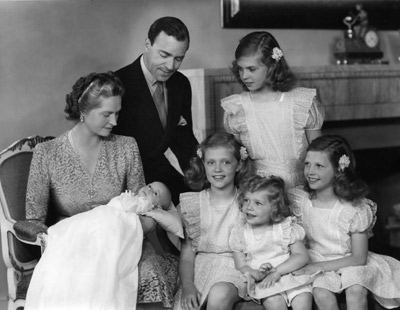
Sibylla und Gustav Adolf mit ihren fünf Kindern (1946)

- Prinzessin Margaretha Désirée Victoria von Schweden (* 31. Oktober 1934) ⚭ 1964 John Ambler (1924–2008)
- Prinzessin Birgitta Ingeborg Alice von Schweden (* 19. Januar 1937; † 4. Dezember 2024) ⚭ 1961 Johann Georg Prinz von Hohenzollern (1932–2016)
- Prinzessin Désirée Elisabeth Sibylla von Schweden (* 2. Juni 1938) ⚭ 1964 Freiherr Niclas Silfverschiöld (1934–2017)
- Prinzessin Christina Louise Helena von Schweden (* 3. August 1943) ⚭ 1974 Tord Magnuson (* 1941)
- König Carl XVI. Gustaf Folke Hubertus von Schweden (* 30. April 1946) ⚭ 1976 Silvia Sommerlath (* 1943)

## Sonstiges
Sie ist Namensgeberin des schwedischen Unternehmens Sibylla.